# 1992년 하계 올림픽 요트
1992년 하계 올림픽 요트 경기는 1992년 7월 27일부터 8월 4일까지 스페인 바르셀로나에서 열렸다. 여자 윈드서핑이 이 대회에서 올림픽 종목으로 처음 채택되었다.